# Гейко-Матусевич Ольга Дмитрівна
Ольга Дмитрівна Гейко (Матусевич) (нар. 9 вересня 1953, Київ) — українська правозахисниця, Член Української Гельсинської групи (1977). Старша сестра художниці-графіка Марії Гейко, дружина Миколи Матусевича.

## Життєпис
У 1976 р. закінчила Київський державний університет за спеціальністю слов'янська філологія.
Працювала коректором у видавництві «Радянська школа».
Після арештів членів УГГ, зокрема і її чоловіка 24 квітня 1977 р. вийшла з комсомолу, включилася в кампанію на їх захист. Подавала скарги та заяви в прокуратуру і КДБ, зверталася до громадськості через іноземних журналістів. Її часто затримувала міліція під вигаданими приводами.
13 травня 1977 р. заявила про вступ до УГГ. Одразу після суду над Матусевичем та Мирославом Мариновичем її обманом ізолювали на 2 місяці у венеричній лікарні та випустили, коли засуджених вивезли з Києва. Після «виписки» з лікарні її звільнили з роботи під приводом «прогулів».
На побаченні у кінці 1978 р. Матусевич попросив її виїхати з СРСР. У квітні 1979 р. вона отримала виклик із США. При спробі потрапити в консульство США в Києві її затримала міліція, їй сказали, що коли буде намагатися пройти в консульство, її буде заарештовано за звинуваченням у крадіжці або проституції. Домагаючись дозволу на еміграцію з СРСР, відіслала свої документи Леоніду Брежнєву.
У кінці 1979 — на початку 1980 рр. піддавалася нападам, погрозі зґвалтуванням і вбивством, її затримувала міліція, на неї вчиняли тиск з вимаганням відмовитися від еміграції.
Була заарештована 12 березня 1980 р. за звинуваченням у наклепах на радянський державний та суспільний лад (ст.187-1 Кримінального кодексу УРСР). Під час слідства відмовилася від радянського громадянства, не відповідала на будь-які запитання і не підписувала протоколи допитів. Винною себе не визнала. 26 березня 1980 р. була засуджена Київським міським судом до 3 років таборів загального режиму. Покарання відбувала в таборі ЮГ-311/74 (Одеса)
У день звільнення була затримана на виході із зони та доставлена до управлыння КГБ. Їй було запропоновано відмовитися від своїх переконань. Після відмови їй було пред'явлено обвинувачення за ч. 1 ст. 62 Кримінального кодексу УРСР (антирадянська агітація і пропаганда). 10 жовтня 1983 р. Одеський обласний суд засудив її до 3 років ув'язнення у жіночому таборі суворого режиму. Покарання відбувала у таборі ЖХ-385/3-4 (с. Барашево Теньгушовського району, Мордовія, РФ). Брала участь в акціях протесту, сиділа в карцері та бараку підсиленого режиму.
Після звільнення 12 березня 1986 р. повернулася до Києва. Працювала вихователькою в дитячих яслах, розклейщицею афіш.
Співзасновниця і секретар (1987—1989) Українського культурологічного клубу.
Від 1990 р. була головним редактором журналу Української Православної Церкви «Церква і життя», працювала у видавничому відділі Інституту археографії АН України, в інформаційному агентстві УНІАР, редаґувала «Вестник Либеральной партии Украины». Працювала керівником ефір-дайджесту «Україна сьогодні» в інформаційно-видавничій фірмі «КН».